# Crustulina bicruciata
Crustulina bicruciata är en spindelart som beskrevs av Simon 1908. Crustulina bicruciata ingår i släktet Crustulina och familjen klotspindlar.
Artens utbredningsområde är Western Australia. Inga underarter finns listade i Catalogue of Life.